# Anzierskij
Anzierskij – wyspa w europejskiej części Rosji, w obwodzie archangielskim, na Morzu Białym. Należy do archipelagu Wysp Sołowieckich. Powierzchnia wyspy wynosi 47 km². Na wyspie znajdują się siedziby ludzkie. 